# كام كيربي
كام كيربي هو قاضي وسياسي كندي، ولد في 12 يناير 1909 في كالغاري في كندا، وتوفي في 27 يونيو 2003 في سانيتش الشمالية في كندا. نشط حزبياً في الرابطة التقدمية المحافظة في ألبرتا ‏. وقد انتخب عضو الجمعية التشريعية في ألبرتا ‏.